# セクシオン・パロワーズ
セクシオン・パロワーズ（仏: Section Paloise）は、フランス・ピレネー＝アトランティック県のポーを拠点とするラグビーユニオンクラブ。フランス1部のトップ14所属。通称はセクシオン（Section）またはポー（Pau）。

## 概要
1902年創設。1928年、1946年、1964年にはトップ14で優勝しフランス王者に輝いている古豪であり、2000年にはEPCRチャレンジカップも制している。また、チャレンジ・イヴ・デュ・マノワール（Challenge Yves du Manoir）では1939年、1952年、1997年に勝利を収め、2015年にはフランス・プロD2（Pro D2）タイトルも獲得している。ホームグラウンドは1910年から1990年までクロワ・デュ・プランス（Stade de la Croix du Prince）、1991年からはスタッド・デュ・アモー（Stade du Hameau）。
公式アンセムである「オナダダ（Honhada）」は2012年3月から歌われており、スコットランドの有名なバラード「水は広い（The Water Is Wide）」のメロディーに乗せて歌われている。
ポー市内にオフィスを置き、国際石油資本のうちスーパーメジャーの一角をなすトタルエナジーズからのスポンサードを受けている。
近年のフランス代表ラグビー選手では、イマノル・ハリノルドキ（Imanol Harinordoquy）、ダミアン・トレイユ（Damien Traille）、リオネル・ボクシス（Lionel Beauxis）、アントワーヌ・アストワ（Antoine Hastoy）がセクションでプロキャリアをスタートさせた。また、過去にはコンラッド・スミス（Conrad Smith）、コリン・スレイド（Colin Slade）、ラグビーワールドカップ2023後のサム・ホワイトロック（Sam Whitelock）などの選手が加入した。ステフォン・アーミテージ（Steffon Armitage）などのイングランド選手も長年にわたり在籍しており、現在ではダン・ロブソン（Dan Robson）やジョー・シモンズ（Joe Simmonds）などの有力選手が在籍している。
現在、フランス代表選手のヒューゴ・オウラドゥ（Hugo Auradou）、テオ・アティソグベ（Théo Attissogbé）、エミリアン・ガイエトン（Émilien Gailleton）が在籍している。

## 歴史
1902年創設。
1927-28シーズン、フランス選手権（現・トップ14）で初優勝。
1999-2000シーズン、欧州チャレンジカップで優勝。
2019年、フランス遠征のヤマハ発動機ジュビロと対戦するも敗戦。

## タイトル

### 国内タイトル
- フランス選手権（現・トップ14）
  - 優勝 3回（1928, 1946, 1964）
- フランス選手権プロD2（2部リーグ）
  - 優勝 1回（2015）

### 国際タイトル
- 欧州チャレンジカップ
  - 優勝 1回（2000）
  - 準優勝 1回（2005）

## スコッド
2024-25シーズンのスコッド（2024年10月現在）
| フッカー - ユウリ・デローメル - ダン・ユースト - ルーカス・レイ - ロマン・ルーフェナッシュ プロップ - ダニエル・ビビ・ビジウ - イグナシオ・カジェス - レクソ・カウラシヴィリ - グラム・パイドゼ - ヒューゴ・パーロウ - レミ・セネカ - シアテ・トコラヒ - ハリー・ウィリアムズ - ジョン・サバラ ロック - ウーゴ・オラドゥ - ミカエル・カペッリ - トマ・ジョルメス - ジョエル・クポク - ジミ・マキシミン - レミ・ピケット - レキマ・タンギタンギヴァル | フランカー/No.8 - トム・フランクリン - ロイック・クレドス - ベカ・ゴルガゼ - ティボー・ハモノウ - リース・ヘワット - ルーク・ホワイトロック - サッチャ・ゼグエール スクラムハーフ - ティボー・ダウバグナ - ダン・ロブソン フライハーフ - アクセル・デスペレス - ジョー・シモンズ | センター - ネイサン・デクロン - エミリエン・ガイルレトン - オリビア・クレメンクザック - トゥムア・マヌ - エリオット・ロウディル ウイング - トーマス・キャロル - アーロン・グランディディエ＝ンカナン - クレメント・ラポルテ フルバック - テオ・アティソグベ - ジャック・マドックス - アイメリク・ルック |
| | | |
| はキャプテン。 | | |

## コーチ
| ポー トップ14 コーチ           |
| ------------------------------ |
| - Sébastien Piqueronies - 監督 |

## 歴代所属選手
- ゴンサロ・ケサダ(アルゼンチン代表)
- タニエラ・モア(トンガ代表)
- コンラッド・スミス(ニュージーランド代表)
- マット・ティアニー(カナダ代表)
- アフシパ・タウモエペアウ(トンガ代表)
- メラブ・クヴィリカシヴィリ(ジョージア代表)
- トム・テイラー(ニュージーランド代表)
- ベン・スミス(ニュージーランド代表)
- エルトン・ヤンチース(南アフリカ代表)
- ジョエル・スクラビ(アルゼンチン代表)
- パブロ・ホイテ(チリ代表)
- マイク・ハリス(オーストラリア代表)
- ヴィンセント・ピント(ポルトガル代表)
- アレクサンドル・デュムラン(フランス代表)
- マシュー・フィリップ(オーストラリア代表)